# 藤原幸三郎
藤原 幸三郎（ふじわら こうざぶろう、生没年不詳）は、日本の撮影技師、編集技師、現像技師である。大正時代に日活向島撮影所で技師長を務め、独立して藤原商会（現在のフジワラプロダクションズ）を設立した。皇太子裕仁親王の欧州訪問に随行し、日本で初めて皇族映画を撮った人物。

## 人物・来歴
生年生地不明。
1904年（明治37年）、日露戦争にカメラ機材を携えて従軍し、吉沢商店が製作した『日露戦争活動写真』が、東京・神田の錦輝館で開いた日本活動写真会で上映された。
1913年（大正2年）10月、日活向島撮影所の設立に参加する。レフ・トルストイの原作を桝本清が脚色、細山喜代松が監督した『カチューシャ』の撮影・編集・現像に携わる。同作は、1914年（大正3年）10月に公開され、大ヒットとなった。当時の同撮影所では、撮影技師を「技手」と呼び、撮影のみならず、現像や編集までのポストプロダクション業務までを行っていた。監督・脚本をはじめ、技手等のクレジットが行われるようになるのは、1918年（大正7年）の『生ける屍』以降のことで、藤原が撮影した作品の全貌はわからない。
1921年（大正10年）、当時の皇太子（のちの昭和天皇）によるイギリス・フランス・ベルギー・オランダ・イタリアのヨーロッパ5か国歴訪に撮影技師の持田米三とともに同行取材し、全23巻ものの長尺のドキュメンタリー映画『皇太子殿下御渡欧記録映画』を製作、帰国後に、藤原商会を設立して独立した。東京・青山に現像場を開設、教育映画・記録映画等の映画製作を行った。

藤原商会は、1945年（昭和20年）6月に強制疎開により現像場を閉じるが、藤原がどの時点まで活動していたかは、不明である。

## おもなフィルモグラフィ
特筆以外は日本映画データベースを参照。

### 吉沢商店
- 『日露戦争活動写真』、共同撮影清水粂次郎、日本活動写真会、1904年
- 『電気館活動写真』、共同撮影清水粂次郎、日本活動写真会、1905年

### 日活向島撮影所
- 『カチューシャ』、監督細山喜代松、原作レフ・トルストイ、脚本桝本清、1914年
- 『毒草』、監督小口忠、原作菊池幽芳、脚本桝本清、1917年
- 『罪の子』、1917年 [1]
- 『生ける屍』、監督田中栄三、原作レフ・トルストイ、脚本桝本清、1918年
- 『桜の園』、監督田中栄三、原作佐藤紅緑、脚本桝本清、1918年
- 『涙の雨』、監督小口忠、脚本岩崎春禾、1918年
- 『黒水晶』、監督田中栄三、原作渡辺霞亭、脚本栗島狭衣、1918年
- 『乳姉妹』、監督田中栄三、原作渡辺霞亭、脚本岩崎春禾、1918年
- 『日光の風景』、1918年
- 『乃木将軍 (噫、乃木将軍)』、監督小口忠、脚本岩崎春禾、字幕北山清太郎、1918年
- 『新召集令』、監督小口忠、脚本桝本清、1918年
- 『豹子頭林冲』、監督小口忠、脚本木藤三石、1919年
- 『西廂記』、監督田中栄三、原作王実甫、脚本木藤三石、1920年
- 『八幡屋の娘』、監督・脚本田中栄三、原作鈴木泉三郎、1920年

- 『皇太子殿下御渡欧記録映画』、1921年

### 藤原商会
- 『春の命』、監督田中欽之、田中輸出映画、1922年

## 註
1. 1 2 3 4 5 6  会社概要、フジワラプロダクションズ、2009年12月14日閲覧。
2. ↑  『日本教育映画発達史』、田中純一郎、蝸牛社、1979年、p.54.
3. ↑  “皇太子渡欧映画 ”と尾上松之助─NFC 所蔵フィルムにみる大正から昭和にかけての皇室をめぐるメディア戦略紙屋牧子、東京国立近代美術館、2015
4. ↑  日露戦争活動写真、日本映画データベース、2009年12月14日閲覧。
5. ↑  『日本映画史発掘』、田中純一郎、冬樹社、1980年、p.128-132.
6. ↑  『日本映画発達史 1 活動写真時代』、田中純一郎、中公文庫、1975年11月25日 ISBN 4122002850、p.274-279.
7. ↑  藤原幸三郎、日本映画データベース、2009年12月14日閲覧。